# Электровзрыв
Электровзрыв (англ. electric explosion) — метод получения тонкодисперсных металлических, оксидных, нитридных и карбидных порошков с помощью электрического взрыва проводника (металлической проволоки диаметром 0,1-1,0 мм) при прохождении по нему мощного импульса тока длительностью 10-5-10-7 с и плотностью 104-106 А·мм-2.

## Описание
Электровзрыв проводника представляет собой резкое изменение физического состояния металла в результате интенсивного выделения энергии при пропускании импульсного тока большой плотности, сопровождающегося генерацией ударных волн и создающего возможность быстрого разогрева металла до температур более 104 К.
На начальной стадии электровзрыва джоулев нагрев проводника сопровождается его линейным расширением с относительно небольшой скоростью 1-3 м·с-1. На стадии собственно взрыва в результате прохождения импульса тока металл перегревается выше температуры плавления, расширение вещества взрываемого проводника происходит со скоростью до 5·103 м·с-1, и перегретый металл взрывообразно диспергируется. Давление и температура на фронте возникающей ударной волны достигают нескольких сотен МПа и ~104 К, соответственно. В результате конденсации в потоке быстро расширяющегося пара образуются частицы очень малых размеров. Регулируя условия взрыва, можно получать порошки, размер частиц которых составляет от 50 нм и более. Средний размер частиц монотонно убывает с ростом плотности тока и сокращением длительности импульса.
Электровзрыв в инертной атмосфере позволяет получать порошки металлов и сплавов. При введении в реактор дополнительных реагентов (воздух, смесь кислорода и инертного газа, азот, дистиллированная вода, декан C10H22, парафин, техническое масло) можно получать ультрадисперсные порошки оксидов, нитридов, карбидов или их смесей.
Распределение по размерам частиц тонкодисперсных порошков, полученных электровзрывом, является логарифмически нормальным с максимумом распределения в области 10-500 нм. Полученные таким образом частицы металлов и сплавов являются сферическими, а частицы нитридных и карбидных порошков имеют огранку.